# Otok razvrata i zla (2006.)
Otok razvrata i zla je radni naslov planiranog ali nikad snimljenog filma Bore Lee-ja.
U sinopsisu, Bore Lee odlazi na otok sa svojom dragom, kad ga na otoku dočekaju zle sirene i vilenjaci. Bori se protiv švercera i dilera droge koji na taj otok donose zlo. Alternativni naziv filma je Otok iznenađenja zato što su se neki ljudi iz mjesta Otok pored Sinja pobunili da bi njihovo mjesto moglo doći na loš glas radi prvobitnog naziva.